# Цвигун, Михаил Семёнович
Михаи́л Семёнович Цвигу́н (31 октября 1944 — 30 июля 2016) — советский и российский дипломат. Чрезвычайный и полномочный посол Российской Федерации в Джибути (1995—1999) и в Республике Конго (2003—2009). Имел ранг Чрезвычайного и полномочного посла (1997).

## Биография
Родился в семье Семёна Кузьмича Цвигуна (1917—1982), с 1967 года — первого заместителя председателя КГБ СССР и его жены Розы Михайловны, урождённой Ермольевой (1924—2013).  
Окончил Московский государственный институт международных отношений (МГИМО) МИД СССР (1968), курсы усовершенствования руководящих дипломатических работников при Дипломатической академии МИД СССР (1977) и факультет повышения квалификации при Дипломатической академии (1989, 2001). Кандидат исторических наук. Владел арабским и французским языками. На дипломатической работе с 1968 года.
- В 1984—1987 годах — советник-посланник посольства СССР в Египте.
- В 1988—1995 годах — заведующий отделом, заместитель начальника Управления, заместитель директора Департамента Ближнего Востока и Северной Африки МИД СССР, затем (с 1991) России.
- С 26 мая 1995 по 5 мая 1999 года — чрезвычайный и полномочный посол Российской Федерации в Джибути[1][2].
- В 1999—2003 годах — главный советник Департамента Ближнего Востока и Северной Африки МИД России.
- С 11 ноября 2003 по 15 октября 2009 года — чрезвычайный и полномочный посол Российской Федерации в Республике Конго[3][4].

С 2009 года был на пенсии. Умер в 2016 году.

## Дипломатический ранг
- Чрезвычайный и полномочный посланник 1 класса (22 сентября 1993)[5].
- Чрезвычайный и полномочный посол (12 сентября 1997)[6].

## Награды и почётные звания
- Знак отличия «За безупречную службу» XL лет (24 апреля 2008) — За заслуги в осуществлении внешней политики Российской Федерации и плодотворную многолетнюю дипломатическую службу[7].
- Почётный работник Министерства иностранных дел Российской Федерации[8].

## Семья
Михаил Цвигун был женат, имел сына и дочь Юлию Михайловну Цвигун (род. 1982), по профессии адвоката.